# Tica Tica
Tica Tica, también escrito Ticatica, es una localidad de Bolivia, ubicado en la región del Altiplano. Administrativamente se encuentra en el municipio de Tomave de la provincia de Quijarro en el departamento de Potosí.
La localidad está a una altitud de 3609 msnm sobre el río Tumusla, uno de los afluentes del río Pilcomayo.
La producción de la localidad está orientada a los cultivos de papa, quinua y hortalizas.

## Historia
La localidad de Tica Tica tiene una historia arraigada que se remonta al 9 de febrero de 1962, cuando fue fundada por un grupo de líderes locales. Entre ellos se destacan Pedro Viza Flores, quien ejercía como secretario general del sindicato; Julio Ramírez Machaca, reconocido como la principal autoridad del Ayllu Sullka; Marcos Choque, desempeñando el cargo de agente municipal; y Juan Alfonso Ramírez, actuando como corregidor. Este evento marcó el inicio de una comunidad que se convertiría en un punto de referencia en la región.
El 19 de enero de 2007, Tica Tica experimentó un cambio significativo al ser designada como Distrito Municipal Originario bajo la alcaldía, con la delimitación de sus fronteras que coinciden con los límites actuales del cantón. Este reconocimiento oficial consolidó su posición dentro del entramado administrativo y político de la región, otorgándole una mayor autonomía y responsabilidad en el manejo de sus asuntos internos.

## Etimología
El origen del nombre de Tica Tica es evocador y revela la conexión profunda de la comunidad con su entorno. Proveniente de la palabra "Tica", utilizada por los viajeros que transitaban hacia el valle con llamas cargadas de azúcar, la denominación de la localidad tiene sus raíces en las actividades comerciales y los intercambios culturales que caracterizaban la región. La presencia de dos piedras que se asemejaban a la forma de la "Tica" de azúcar en el lugar contribuyó a afianzar este nombre, que se convirtió en un símbolo de identidad para sus habitantes.

## Geografía
Tica Tica se encuentra en el Altiplano, en el suroeste de Bolivia, entre la Cordillera de Chichas en el suroeste y la Cordillera Central en el noreste.
El clima en la localidad es semiárido. La temperatura media media de la región ronda los 11 °C, las temperaturas promedio mensuales fluctúan entre 8 °C en junio/julio y unos buenos 13 °C de noviembre a marzo. La precipitación anual es sólo alrededor de 350 mm, con una estación seca pronunciada de abril a octubre con precipitaciones mensuales entre 0 y 15 mm, y un corto período de humedad de diciembre a febrero con precipitaciones mensuales de unos buenos 70 mm.

## Transporte
Tica Tica se ubica a una distancia de 123 kilómetros por carretera al suroeste de Potosí, la capital del departamento.
Desde Potosí, la Ruta 5 pasa por los pueblos de Porco, Chaquilla y Yura hasta llegar a Tica Tica y luego por Pulacayo hasta Uyuni, en el Salar de Uyuni.

## Demografía
La población de la localidad casi triplicado en las últimas dos décadas:
| Año  | Habitantes | Fuente |
| ---- | ---------- | ------ |
| 1992 | 307        | Censo  |
| 2001 | 456        | Censo  |
| 2012 | 915        | Censo  |

La región tiene una alta proporción de población quechua, y en el municipio de Tomave, el 92% de la población habla la lengua quechua.